# NGC 2329
NGC 2329 ist eine linsenförmige Galaxie vom Hubble-Typ E-S0 im Sternbild Luchs am Nordsternhimmel. Sie ist schätzungsweise 261 Millionen Lichtjahre von der Milchstraße entfernt.
Das Objekt wurde am 9. Februar 1788 vom deutsch-britischen Astronomen Wilhelm Herschel entdeckt.